# Phidippus mystaceus
Phidippus mystaceus is een spinnensoort in de taxonomische indeling van de springspinnen (Salticidae). Vrouwtjes worden ongeveer één centimeter groot.
Het dier behoort tot het geslacht Phidippus. De wetenschappelijke naam van de soort werd voor het eerst geldig gepubliceerd in 1846 door Nicholas Marcellus Hentz.

## Galerij

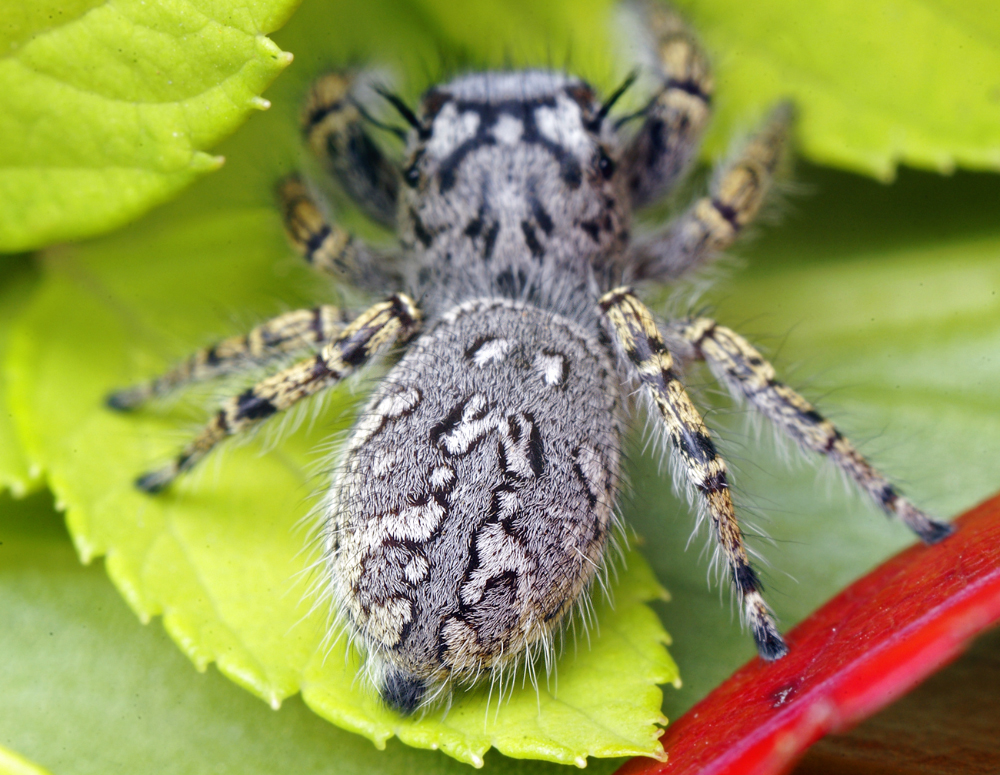
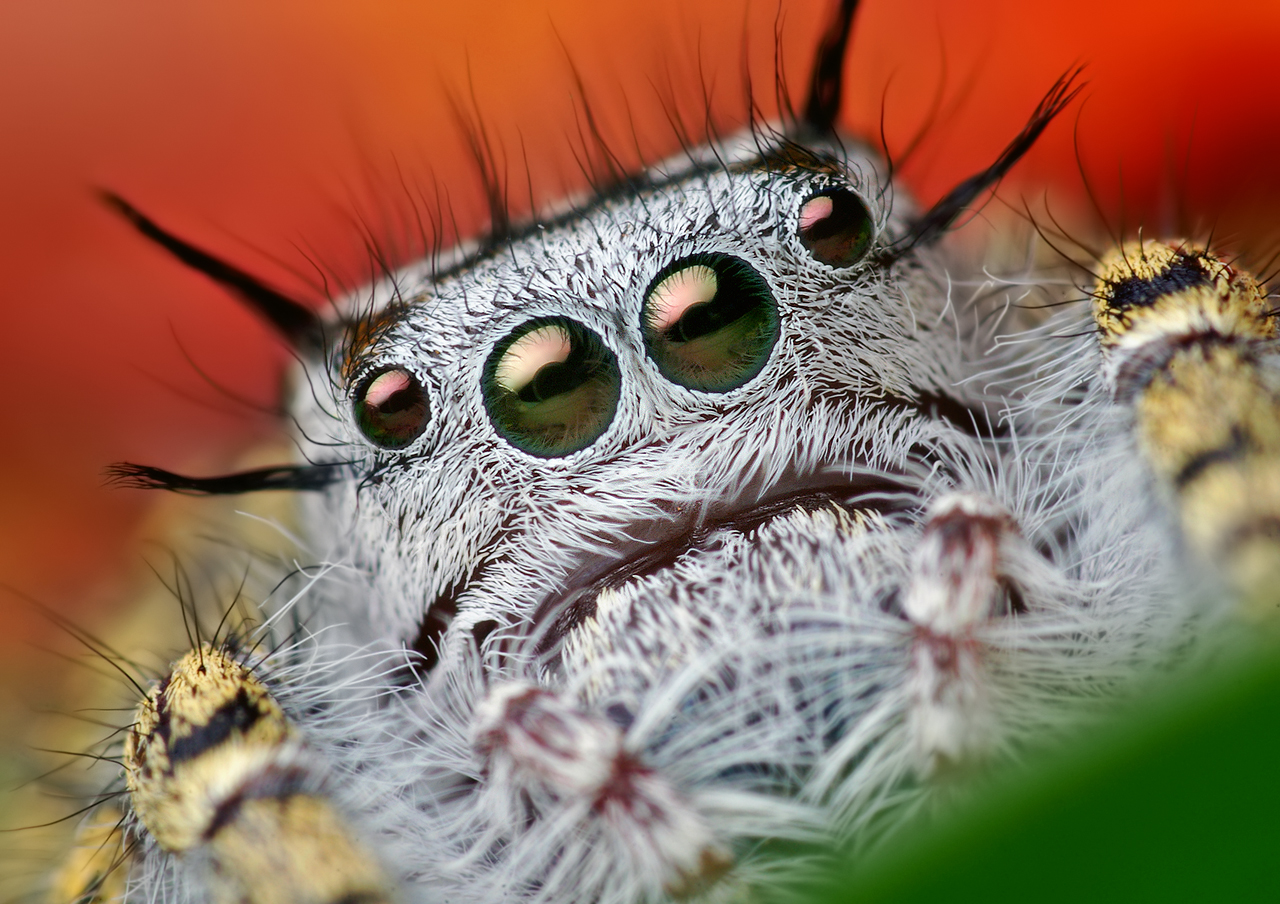
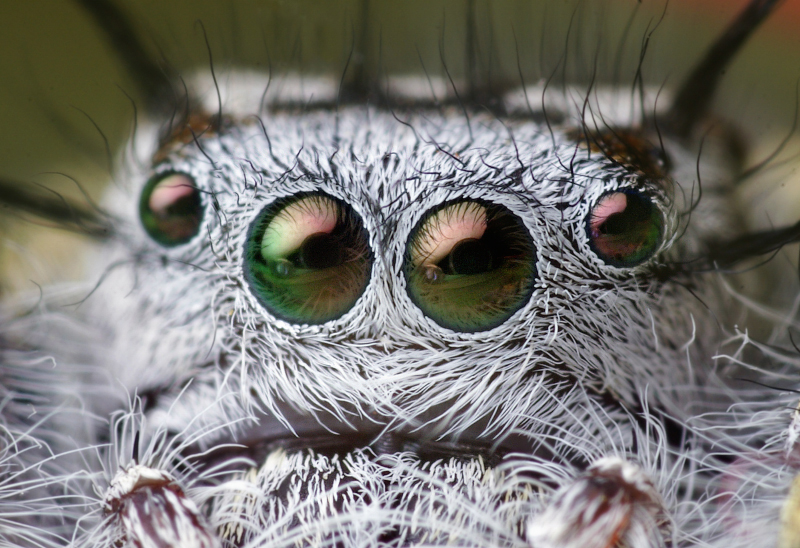
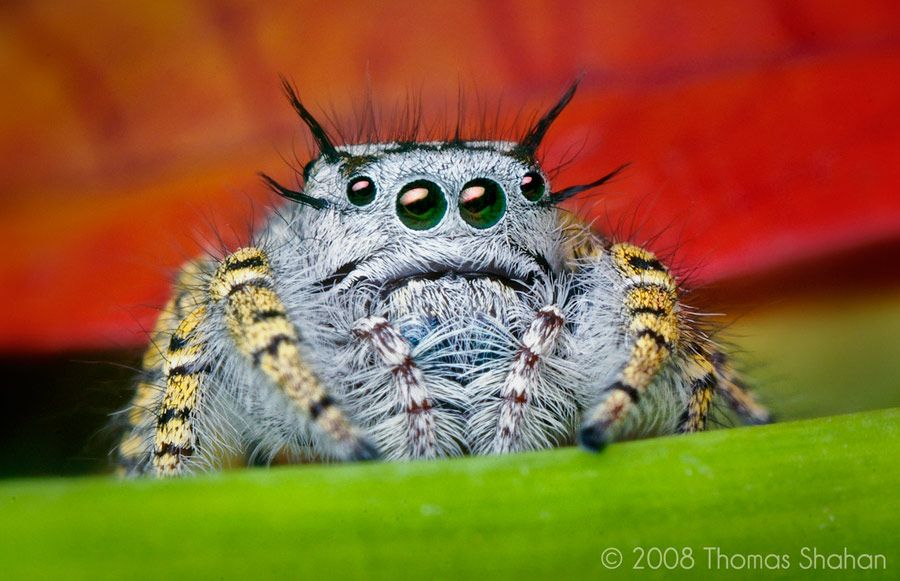
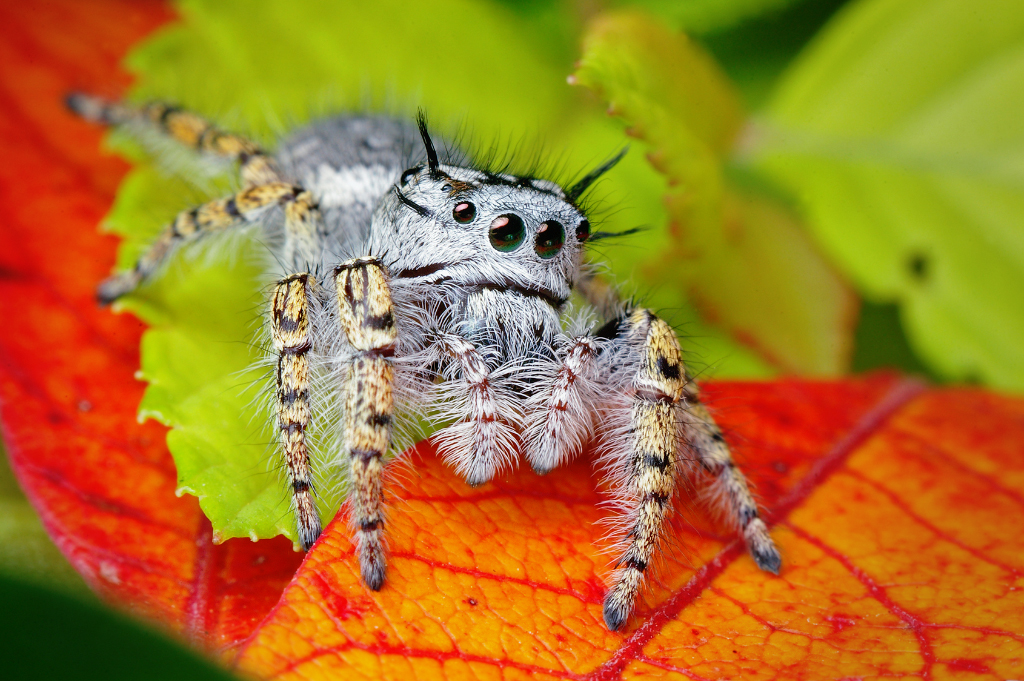
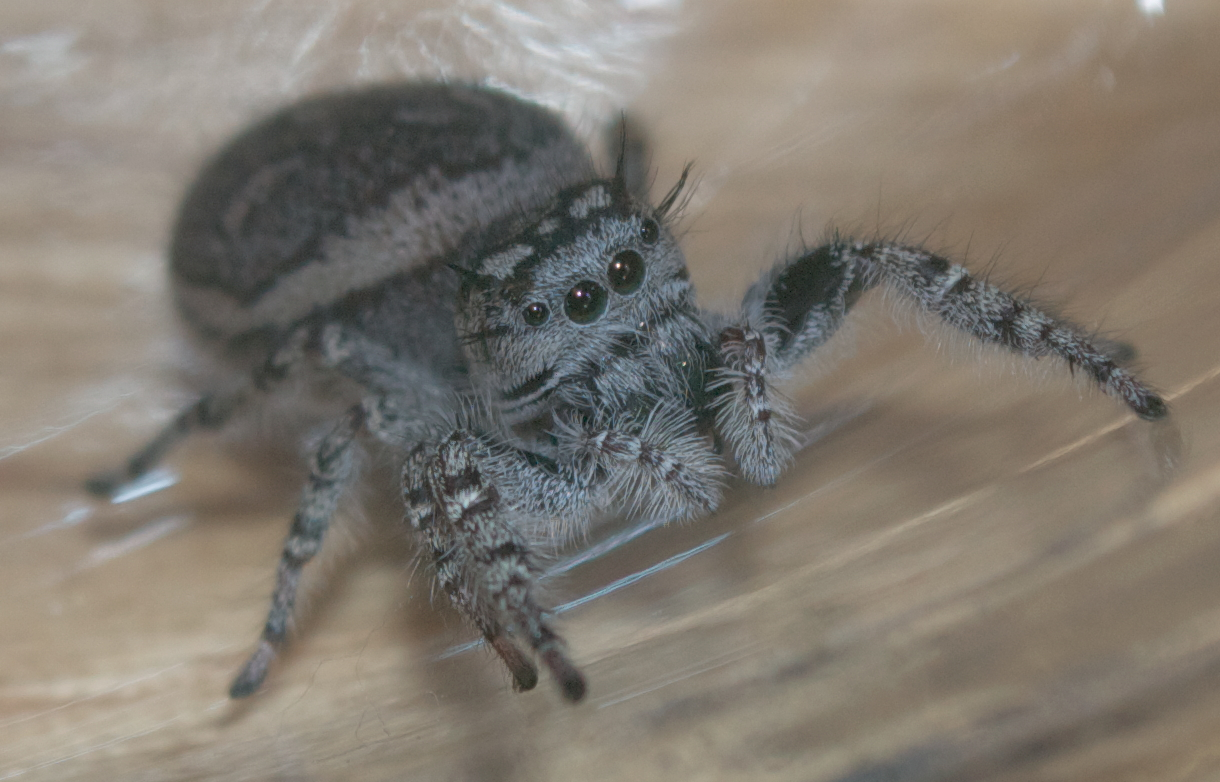